# Trailer Park Boys-figurer
Dette er en liste over figurerne fra den canadiske tv-serie Trailer Park Boys. En serie om en gruppe sociale tabere i Sunnyvale Trailer Park.

## Hovedfigurerne

### Ricky
Ricky (Robb Wells) er en af de tre hovedpersoner i serien. Han er bedste ven med Julian og Bubbles, med hvem han stjæler og begår hærværk med. Ricky elsker pot, cigaretter, sprut og pepperoni. I dele af serien bor han i sin bil, den såkaldte "shitmobile". Ricky har en datter med sin tidligere kæreste Lucy, der ikke har høje tanker om hans intelligens og evner. Ricky har dog evner for at dyrke pot og i sæson fire får han dyrket flere marker i området omkring Sunnyvale. Rickys ærkefjende er parkinspektør Jim Lahey, hvis fyring fra politiet var Rickys skyld. Lahey referer til Ricky som en lorteleopard der ikke kan ændre sine pletter. Noget af det vigtigste for Ricky er at undgå at komme tilbage i fængsel, noget der dog ikke kan undgås i længden.

### Julian
Julian (John Paul Tremblay) er en af de tre hovedpersoner i serien. Han er bedste ven med Ricky og Bubbles. Julian er den kloge i gruppen og hans planer drejer sig ofte om at holde lav profil så de ikke ryger ind i fængsel igen. Julians kendetegn er et glas med rom og cola, som han altid har i hånden, et gedeskæg og en stram sort t-shirt. Julian er muligvis far til Lucys datter Trinity, selvom Ricky officielt anses som faren. Modsat Ricky er Julian forhandlingsvenlig når det kommer til konfrontation med Lahey og Randy og mange af parkens beboere ser ham som en slags beskytter.

### Bubbles
Bubbles (Mike Smith) er en af de tre hovedpersoner i serien. Han er bedste ven med Ricky og Julian og fungerer som gruppens samvittighed. Ofte forsøger Bubbles at tale Ricky og Julian fra at kaste sig ud i deres sindssyge planer. Bubbles bor i et skur sammen med en masse katte. Han lever af at stjæle indkøbsvogne fra det lokale indkøbscenter. Han transporterer vognene rundt på ladet af en lille trailer til hans gokart, der også fungerer som transportmiddel. Bubbles elsker at spille på guitar, sæbebobler og han elsker modeltog. Bubbles wrestler også under navnet "The Green Bastard".

### Jim Lahey
James "Jim" Lahey (John Dunsworth) er parkinspektør i Sunnyvale og tidligere politibetjent. Lahey er kronisk alkoholiker og kommer i store dele af serien sammen med sin trofaste assistent Randy. Han var tidligere gift med ejeren af Sunnyvale, Barb Lahey, med hvem han har datteren Treena. Lahey er besat af at få Ricky, Julian og Bubbles i fængsel og afsløre deres kriminelle planer. Især Ricky sætter hans pis i kog og gentagne gange kommer det til voldsomme konfrontationer mellem de to, ofte med et uheldigt udfald for Lahey der en periode endda mister titlen som parkinspektør til Ricky.

### Randy
Randy (Patrick Roach) er Jim Laheys trofaste assistent og kæreste. Hans kendetegn er bar overkrop og en stor vom. Før han mødte Jim Lahey var han mandlig prostitueret og i sæson 4 forsøger han da også at vende tilbage til sit gamle hverv. Det viser sig senere i serien af Randy er biseksuel og er far til Lucys søn. Randy elsker cheeseburgere, især hvis de er lavet af Jim Lahey, og han elsker alkohol, en last han dog senere kvitter for et stort forbrug af hash.

### Lucy
Lucy (Lucy Decoutere) er mor til Trinity med Ricky, som hun af og til kommer sammen med. Lucy er veninde til Sarah og man ser ofte de to sammen, hvor de kommenterer på de andre i Sunnyvale. Lucy kommer senere sammen med Randy, med hvem hun fik en søn.

### Sarah
Sarah (Sarah E. Dunsworth) er Lucys veninde og fra sæson 4 til 6 dater hun Cory og Trevor. Sarah er meget fjendtlig overfor Ricky og billiger ikke hans misbrug af Cory og Trevor. Ifølge Ricky ryger Sarah meget hash og er konstant skæv.

### J-Roc
J-Roc (Jonathan Torrens) er en hvid rapper, der stadig bor hjemme hos sin mor i Sunnyvale. J-Roc, hvis rigtige navn er Jamie, er overbevist om at han er sort og opfører sig som en gangsterrapper. Alle andre i Sunnyvale har efterhånden også glemt af J-Roc er hvid, så ingen finder længere noget underligt ved hans opførelse. J-Roc og hans venner forsøger at få udgivet en plade med J-Roc som frontfigur og for at skabe opmærksomhed omkring dette kaster de sig ud i gangsterlignende aktiviteter som f.eks. prostitution.

### Cory og Trevor
Cory og Trevor (Cory Bowles og Michael Jackson) er to unge mænd der konstant tvinges af Ricky til at udføre det beskidte arbejde i de mange planer til at skaffe penge og ting på ulovlig vis. Ricky og Julian bruger dem ofte som syndebukke og det er ikke sjældent at de må tage fængselstraffene og konsekvenserne for de andres forbrydelser.

### Barb Lahey
Barbara "Barb" Lahey (Shelley Thompson) er ejer af Sunnyvale Trailer Park og tidligere gift med parkinspektøren Jim Lahey. I slutningen af sæson 4 blev hun forlovet med Ricky.

### Trinity
Trinity (Jeanna Harrison-Steinhart) er Rickys og Lucys datter. Gennem serien antydes det at hun i virkeligheden er Julians biologiske datter. Ligesom sin far, som hun ser op til, ryger hun cigaretter og drikker sprut.

### Ray
Ray (Barrie Dunn) er Rickys far og tidligere lastbilchauffør. I flere af sæsonerne sad han i kørestol for en påstået lammelse for at kunne leve af en invalidepension. Dette blev dog senere afsløret. Ray er kendetegnet ved at være meget troende calvinist, men dette holder ham dog ikke tilbage fra at drikke vodka dagen lang.

## Bifigurer (udvalgte)

### Erica Miller
Erica Miller (Shauna MacDonald) er politibetjent og Julians ekskæreste. I slutningen af sæson 3 forsøger hun at få Julian til at opgive sit liv som forbryder og flytte ud af trailer parken, men forgæves.

### Cyrus
Cyrus (Bernard Robichaud) er en psykopatisk bølle, hvis kendetegn er at han konstant viser sin pistol og truer alt og alle omkring sig. Han er livslang fjende af Ricky og Julian.